# Odenthal
Odenthal là một đô thị ở Rheinisch-Bergischer Kreis, trong Nordrhein-Westfalen, Đức. 
Odenthal tọa lạc khoảng 5 km về phía bắc Bergisch Gladbach and 15 km về phía đông bắc Köln.

## Các khu phố
Altehufe - Altenberg - Blecher - Busch - Bülsberg - Bömberg - Bömerich - Eikamp - Erberich - Feld - Glöbusch - Grimberg - Großgrimberg - Hahnenberg - Holz - Höffe - Hüttchen - Klasmühle - Küchenberg - Kümps - Landwehr - Menrath - Neschen - Oberscheid - Osenau - Pistershausen - Schallemich - Scheuren - Schmeisig - Schwarzbroich - Selbach - Voiswinkel.

## Thị xã kết nghĩa
- Cernay la Ville (Pháp), từ năm 1996